# Hooton Levitt
Hooton Levitt – wieś w Anglii, w hrabstwie ceremonialnym South Yorkshire, w dystrykcie metropolitalnym Rotherham. Leży 17 km na wschód od miasta Sheffield i 225 km na północ od Londynu.